# Prima guerra dello Shaba
La prima guerra dello Shaba si svolse tra il marzo e il maggio del 1977 nella regione dello Shaba, l'ex Katanga, nello Zaire meridionale: le forze del Fronte Nazionale per la Liberazione del Congo (FNLC), un movimento di opposizione al regime del dittatore zairese Mobutu Sese Seko, mossero dai loro rifugi oltre la frontiera con l'Angola verso la regione dello Shaba, sperando di dare vita a una rivolta generale in tutta la nazione; i ribelli occuparono diverse cittadine, ma furono bloccati prima di riuscire a prendere l'importante città di Kolwezi.
Il disorganizzato e demoralizzato esercito zairese non fu in grado inizialmente di respingere l'incursione del FNLC, ma ricevette consistenti aiuti da parte delle nazioni del blocco occidentale, timorose che l'azione potesse costituire un tentativo di instaurare nello Zaire un governo di stampo marxista-leninista; in particolare furono i membri del cosiddetto "Safari Club" a intervenire in appoggio del regime di Mobutu: il Marocco e l'Egitto inviarono nello Shaba propri contingenti militari, mentre la Francia fornì armi, appoggio aereo e specialisti. Così rinforzate, le forze zairesi furono infine in grado di riconquistare le città perdute e di obbligare il FNLC a ripiegare oltre il confine con l'Angola.

## Antefatti

### Lo Zaire di Mobutu
Fin dall'indipendenza della Repubblica Democratica del Congo dal precedente dominio coloniale del Belgio, la regione meridionale del Katanga, una delle più ricche del paese grazie alle sue vaste risorse minerarie, fu oggetto di scontri con il governo centrale di Léopoldville: l'11 luglio 1960, appena una decina di giorni dopo la proclamazione dell'indipendenza del Congo, il leader katanghese Moise Ciombe annunciò la secessione della regione e la sua costituzione come Stato indipendente, spalleggiato in questo dal governo belga e generosamente finanziato dalle compagnie minerarie europee che operavano in Katanga, prima tra tutte la Union Minière du Haut Katanga; Ciombe costituì una propria forza armata, la Gendarmerie du Katanga, rinforzandone i ranghi con un nutrito contingente di mercenari europei. Le forze katanghesi tennero testa tanto ai reparti regolari congolesi quanto alle truppe della missione ONUC delle Nazioni Unite, giunte in sostegno del governo di Léopoldville, finché la resistenza del Katanga non fu soffocata nel febbraio del 1963: Ciombe andò in esilio e i resti della gendarmeria katanghese si rifugiarono oltre il confine con l'Angola, dove le locali autorità coloniali portoghesi, ostili al governo di Léopoldville, offrirono loro ospitalità.
Lo scoppio di una vasta insurrezione di stampo maoista, la cosiddetta "rivolta dei Simba", nelle regioni orientali del Congo nel gennaio del 1964 portò al richiamo in patria di Ciombe, messo alla guida di un governo di unità nazionale: i reparti katanghesi furono richiamati dall'Angola e integrati nelle forze armate congolesi, rinforzate anche da nutriti contingenti di mercenari europei e rifornite di armi ed equipaggiamenti militari da parte di Stati Uniti d'America e Belgio. Così rinforzati i governativi furono in grado di reprimere l'insurrezione dei simba per l'ottobre del 1965, ma una nuova instabilità politica data dallo scontro tra Ciombe e il presidente Joseph Kasa-Vubu minacciò di far collassare di nuovo il Congo in uno stato di disordini; il 25 novembre 1965 il comandante dell'esercito congolese generale Joseph-Désiré Mobutu condusse un colpo di stato incruento a Léopoldville: sia Ciombe che Kasa-Vubu furono rimossi dai loro incarichi e inviati in esilio, e tutto il potere politico e militare fu accentrato nelle mani di Mobutu.

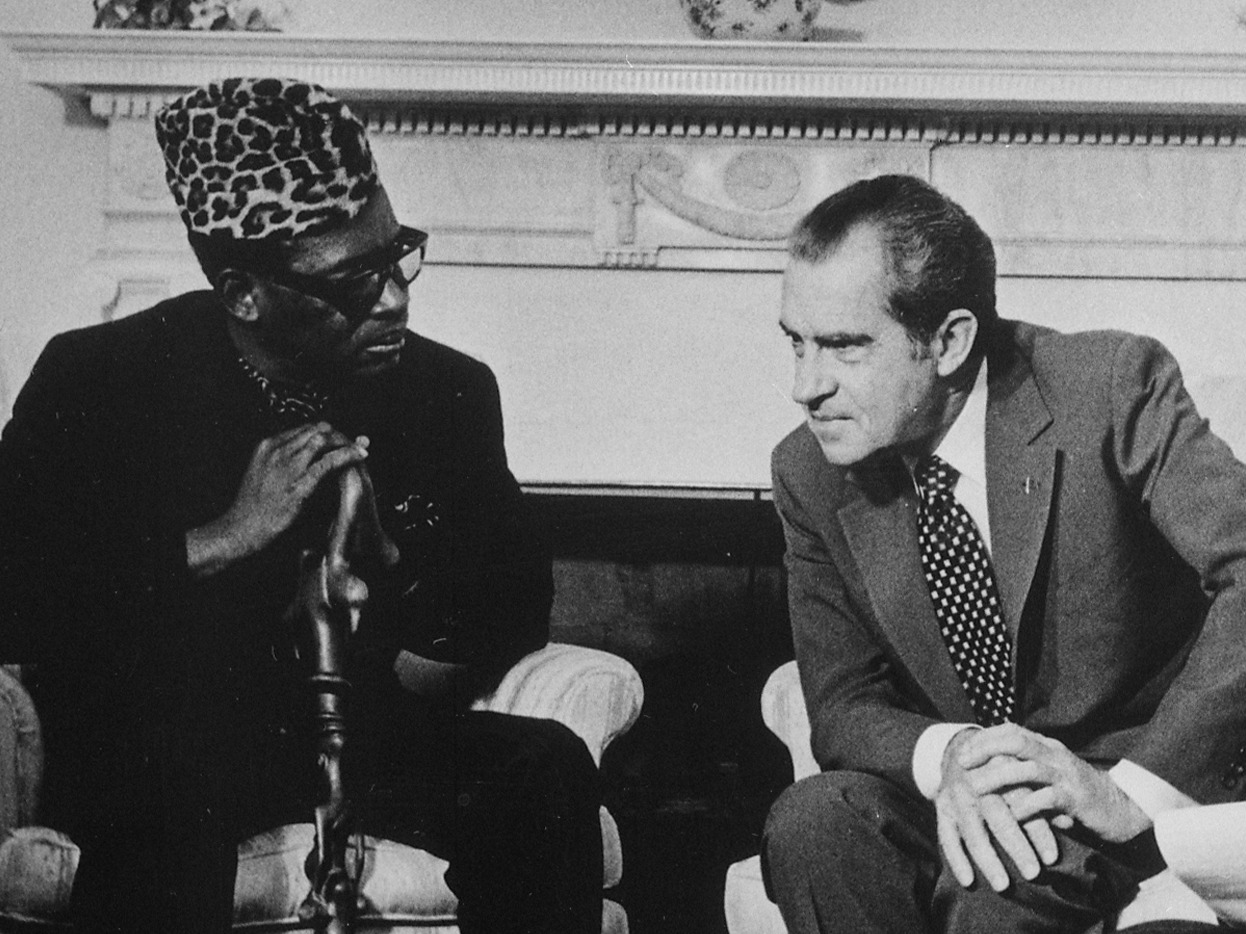
Mobutu con il presidente statunitense Richard Nixon nel 1973

I reparti di mercenari europei e di ex gendarmi katanghesi tentarono di dare vita a una rivolta contro il nuovo regime nel luglio del 1967, ma senza una credibile guida politica (Ciombe, vittima di un dirottamento aereo ordito dai servizi segreti francesi, era prigioniero ad Algeri) andarono incontro a un rapido fallimento; i mercenari bianchi trovarono rifugio in Ruanda e furono poi rimpatriati in Europa, ma i katanghesi ribelli furono riconsegnati al governo congolese e in gran parte giustiziati in massa.
Negli anni successivi Mobutu prese a consolidare il suo potere sul Congo: dopo aver proclamato il suo Movimento Popolare della Rivoluzione come unico partito politico legale della nazione, con una nuova costituzione Mobutu accentrò su di sé la carica di capo di stato e di governo, il comando delle forze armate e della polizia, notevoli funzioni legislative, le principali funzioni di politica estera e la possibilità di nominare e rimuovere dal loro incarico i governatori delle province e i giudici anche delle supreme magistrature. In ossequio alla politica dell'Authenticité, tendente a cancellare ogni traccia del passato coloniale della nazione, il paese fu rinominato "Zaire" e diverse città e regioni cambiarono nominativo: la capitale Léopoldville divenne "Kinshasa", e la provincia del Katanga assunse il nuovo nome di "Shaba". La politica dell'Authenticité fu portata avanti anche in campo economico, con l'espropriazione delle principali attività economiche detenute da stranieri in favore di nuovi gestori autoctoni: con gli zairesi impreparati a gestire queste attività e un altissimo tasso di corruzione tra le istituzioni pubbliche, questa mossa provocò ben presto il collasso economico dello Zaire.

### La fondazione del FNLC
In politica estera Mobutu era allineato in favore del blocco occidentale, ma nel corso dei primi anni 1970 le sue politiche economiche e la repressione spietata dei dissidenti politici portarono a burrascose relazioni diplomatiche con Belgio e Stati Uniti e, di converso, a un avvicinamento alla Cina e ai movimenti anti-colonialisti dell'Africa.

La posizione dello Shaba, già Katanga, all'interno dello Zaire.

Fin dalla sua indipendenza, il Congo aveva sostenuto i movimenti guerriglieri africani che si opponevano al dominio coloniale portoghese nella confinante Angola, e Mobutu in particolare si schierò nettamente a favore del Fronte Nazionale di Liberazione dell'Angola (FNLA) di Holden Roberto, rifornendolo di armi e provvedendo all'addestramento delle sue forze armate. Quando infine l'Angola ottenne l'indipendenza nell'aprile del 1975, si scatenò subito una guerra civile tra vari gruppi indipendentisti, con il Movimento Popolare di Liberazione dell'Angola (MPLA) di Agostinho Neto contrapposto tanto al FNLA di Roberto quanto all'Unione Nazionale per l'Indipendenza Totale dell'Angola (UNITA) di Jonas Malheiro Savimbi: allineato su posizioni marxiste-leniniste, il MPLA ricevette aiuti in armi e consiglieri militari da parte dell'Unione Sovietica e poi anche unità da combattimento da Cuba, spingendo Mobutu a inviare reparti regolari zairesi a operare oltre il confine in appoggio del FNLA.
La guerra civile angolana finì con l'intrecciarsi con le vecchie questioni interne dello Zaire. Dopo il fallimento della rivolta dei mercenari del 1967, il grosso dei reparti formati da ex gendarmi dei tempi dello Stato katanghese indipendente era ritornato in esilio in Angola, dove le autorità coloniali portoghesi lo avevano trasformato in un contingente di controguerriglia da opporre agli indipendentisti angolani sostenuti dallo Zaire; nel giugno del 1968 questo contingente di katanghesi diede quindi vita al Fronte Nazionale per la Liberazione del Congo (FNLC), sotto la guida dell'ex generale Nathaniel Mbumba. Dopo la conclusione della guerra d'indipendenza, il FNLC si schierò con il MPLA contro i guerriglieri filo-zairesi del FNLA; l'appoggio dei katanghesi fu importante nella vittoria conseguita dal MPLA nella battaglia di Quifangondo il 10 novembre 1975 ai danni di una forza congiunta di reparti zairesi e del FNLA che puntava sulla capitale Luanda.
Il successo fu tale da spingere Mobutu a siglare con Agostinho Neto un accordo a Brazzaville il 28 febbraio 1976 per la cessazione del supporto ai rispettivi movimenti di opposizione interna; ciò nonostante, pur abbandonando il sostegno al declinante FNLA lo Zaire continuò a fornire ospitalità tanto all'UNITA di Savimbi quanto ai separatisti della exclave di Cabinda (Frente para a Libertação do Enclave de Cabinda), spingendo l'Angola a fare altrettanto con il FNLC.

## La guerra

### L'invasione dello Shaba

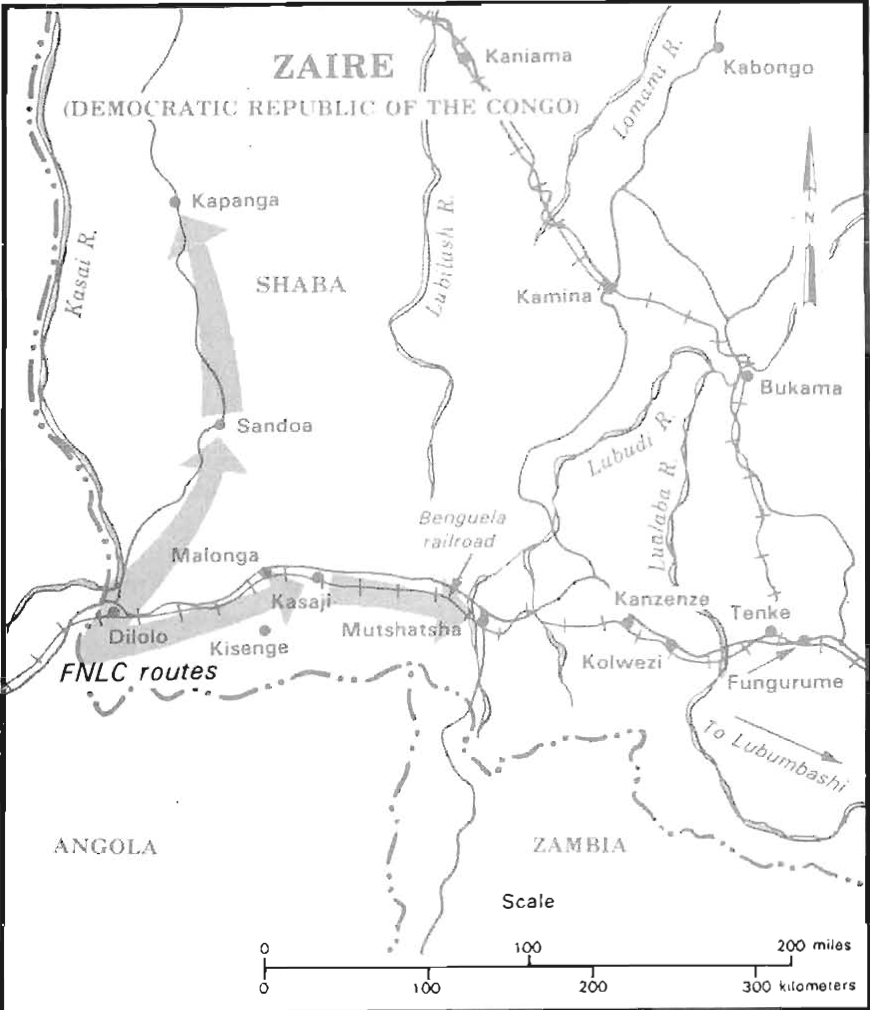
Carta generale delle operazioni: le frecce indicano gli assi di penetrazione delle forze del FNLC

La firma degli accordi di Brazzaville spinse il FNLC a prepararsi alla resa dei conti finale contro il regime di Mobutu, raccogliendo nuovi seguaci tra gli oppositori del dittatore e ammassando uomini in armi al confine con lo Zaire. L'8 marzo 1977 le forze del FNLC diedero vita a un'invasione dello Shaba partendo dalle loro basi oltre il confine con l'Angola: circa 2 000 uomini attraversarono in bicicletta la frontiera, dividendosi poi in tre colonne che puntarono su obiettivi diversi; il primo scontro si ebbe a Kisenge verso le 13:30, quando gli uomini del FNLC misero in fuga una piccola squadra di militari zairesi che difendeva la cittadina, mentre un'ora più tardi i ribelli prendevano Kapanga; incontrando praticamente nessuna resistenza, il FNLC estese le sue conquiste occupando Dilolo il 9 marzo, Kasaji e Mutshatsha il 10 marzo e Sandoa il 15.
La reazione delle forze armate zairesi (Forces Armées Zaïroises o FAZ) fu lenta: lo Shaba era presidiato da un'intera divisione di truppe regolari, ma per ordine diretto di Mobutu i reparti erano stati schierati lontano dalla frontiera con l'Angola, una misura volta ad allentare la tensione tra le due nazioni. Il capo di stato maggiore dell'esercito, colonnello Mampa Ngakwe Salamayi, raggiunse il quartier generale regionale di Kolwezi già il 9 marzo per coordinare l'azione, ma i contrattacchi zairesi si svolsero nella più totale confusione: il 10 marzo due compagnie del 2º Battaglione paracadutisti, un'unità di élite, in marcia da Kasaji a Divuma caddero in un'imboscata del FNLC vicino a Malonga e, dopo aver subito un unico caduto, si diedero a una precipitosa ritirata abbandonando in mano al nemico le loro armi pesanti; due battaglioni dell'11ª Brigata di fanteria sotto il tenente colonnello Monkoti arrivarono a Kolwezi il 12 marzo ma riuscirono a iniziare muovere su Kasaji solo il 18 marzo, subendo subito un'imboscata dei ribelli strada facendo e venendo infine bloccati il 23 marzo seguente. Una compagnia di fanteria spedita a difendere Sandoa si ritirò dalla città di propria iniziativa permettendo al FNLC di occuparla incontrastato il giorno dopo; il morale dei reparti zairesi era bassissimo: molte unità non ricevevano la paga da settimane e anche quando i pagamenti arrivavano essi erano dirottati dagli ufficiali a proprio favore, con la conseguenza che molti soldati disertavano alla prima occasione o si rifiutavano di combattere
Visti questi continui insuccessi, il 23 marzo Mobutu rimosse dal suo incarico il colonnello Salamayi e tutto il suo staff: il comando regionale venne riorganizzato e affidato al brigadier generale Singa Boyenge Mosambay. Il FNLC ebbe successo nel presentarsi non come una reincarnazione dei secessionisti katanghesi dei primi anni 1960 ma come unitario movimento di opposizione al governo di Mobutu, raccogliendo il sostegno di altri gruppi dissidenti come il Partito Popolare di Liberazione della provincia del Kivu e il Fronte Democratico per la Liberazione del Congo di Antoine Gizenga, che fornirono uomini e rifornimenti per l'invasione; ciò nonostante, l'estrema frammentazione dei vari gruppi di oppositori al regime, nonché le stesse divisioni etniche all'interno del FNLC tra le genti delle tribù Lunda e il sottogruppo dei Ndembu, impedirono che l'invasione si trasformasse in una rivolta su ampia scala contro il governo centrale di Kinshasa.

### L'intervento del Safari Club

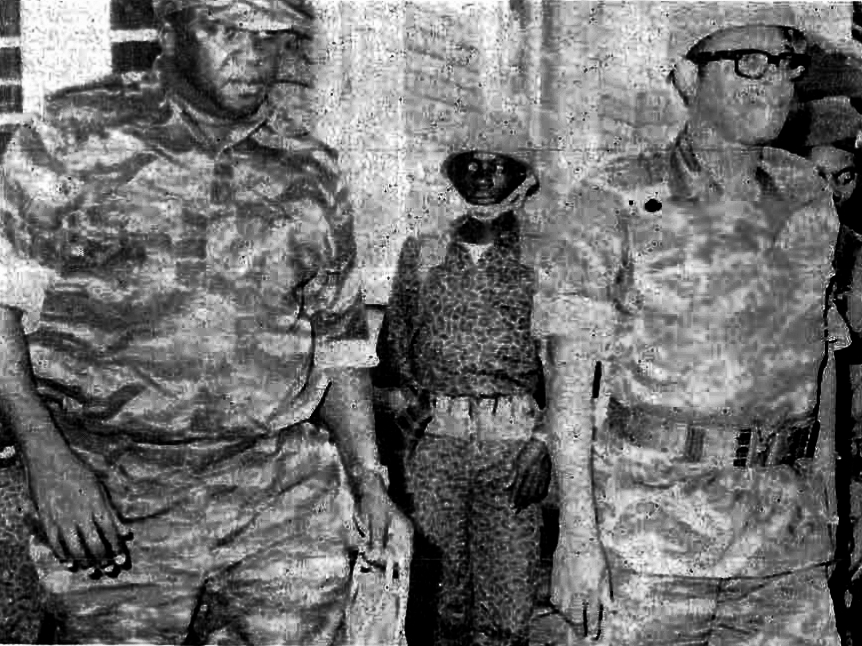
Mobutu (a destra) con il dittatore dell'Uganda Idi Amin Dada

Alla ricerca di supporto per reprimere la ribellione, Mobutu si appellò all'Organizzazione dell'Unità Africana (OUA), denunciando il sostegno di Angola e Cuba al FNLC e tentando di presentare l'azione come un'invasione comunista dello Zaire; benché varie nazioni africane, come l'Uganda del dittatore Idi Amin Dada, si fossero espresse in favore di Mobutu, l'OUA fallì però nel trovare una posizione comune sull'invasione. Mobutu si rivolse quindi ai vecchi alleati statunitensi, già attivi nel supportare i gruppi guerriglieri anticomunisti angolani, ma la nuova amministrazione del presidente Jimmy Carter era riluttante a farsi coinvolgere nelle questioni interne africane, ritenute un problema unicamente regionale, e a mostrarsi solidale con il regime di Kinshasa, viste le sue continue violazioni dei diritti umani: senza troppa pubblicità dei rifornimenti militari statunitensi furono spediti a Kinshasa a bordo di aerei civili, ma al tempo stesso il Congresso votò una netta riduzione dell'assistenza militare degli Stati Uniti allo Zaire. Un approccio di Mobutu con il governo dell'ex potenza coloniale del Belgio non ottenne maggior successo: visto il periodo preelettorale il governo di Bruxelles rifiutò la richiesta di inviare proprie truppe in Zaire, acconsentendo solo a fornire alcuni rifornimenti di armi all'esercito zairese.
Il maggior aiuto a Mobutu giunse per una via inaspettata. Dal settembre del 1976 i direttori dei servizi segreti di cinque paesi, Francia, Arabia Saudita, Egitto, Marocco e Iran, avevano sottoscritto un accordo di cooperazione in funzione anticomunista, il cosiddetto "Safari Club", ripromettendosi di collaborare per contrastare la crescente influenza dell'Unione Sovietica sulle nazioni dell'Africa; non appena divenne evidente l'incapacità delle forze zairesi di respingere l'invasione del FNLC filo-comunista, questi si mosse in aiuto di Kinshasa: il re Hasan II del Marocco, un fervente anticomunista, si offrì di inviare un proprio contingente militare in appoggio degli zairesi, l'Egitto promise l'invio di piloti addestrati e tecnici specialistici per rinforzare l'aeronautica di Kinshasa e infine l'Arabia Saudita garantì i fondi per portare avanti l'operazione.

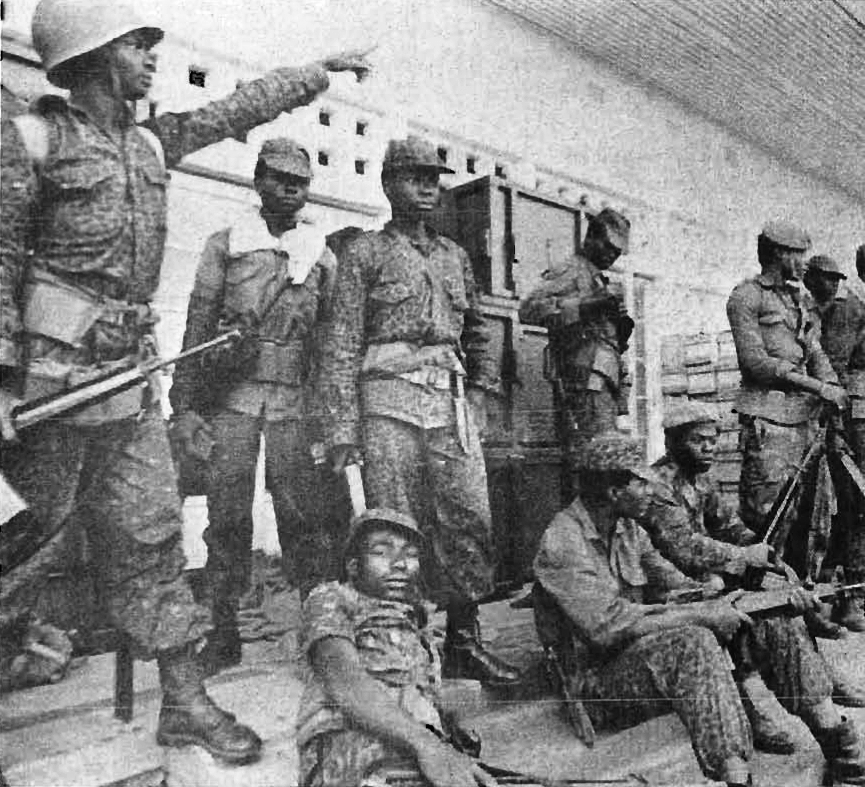
Soldati zairesi nello Shaba durante i combattimenti

Anche la Francia del presidente Valéry Giscard d'Estaing scese in campo, senza alcuna consultazione preliminare dell'Assemblea nazionale: il 9 aprile undici aerei da trasporto Transall C-160 dell'Armée de l'air trasferirono 1 500 paracadutisti marocchini a Kolwezi, mentre un contingente di caccia Dassault Mirage III fu messo a disposizione dei piloti egiziani; il governo di Parigi provvide anche a rifornire le forze armate zairesi con generosi quantitativi di armi e munizioni, tra cui autoblindo Panhard AML ed elicotteri Aérospatiale SA 330 Puma, oltre a un team di una ventina di specialisti del Service de Documentation Extérieure et de Contre-Espionnage (il servizio segreto estero francese) come consiglieri militari.

### La controffensiva
L'arrivo delle truppe marocchine rappresentò un punto di svolta del conflitto: oltre a innalzare il morale dei reparti zairesi, la presenza dei marocchini consentiva a Mobutu di trattenere a Kinshasa alcune delle sue truppe scelte, tenendole pronte ad affrontare eventuali altre rivolte in giro per il paese. Il FNLC era ormai bloccato a circa 60 chilometri a ovest di Kolwezi, consentendo agli alleati di preparare la loro controffensiva: il 13 aprile, con un massiccio supporto aereo, di artiglieria e di mezzi blindati, due brigate iniziarono l'attacco muovendo in parallelo su Dilolo e Sandoa, e benché all'inizio alcuni reparti zairesi si fossero ritirati al primo contatto con i ribelli l'offensiva procedette bene nei giorni seguenti, anche se piuttosto a rilento. Il 25 aprile gli alleati ricatturarono la città di Mutshatsha; le forze del FNLC iniziarono a cedere molto terreno, ma senza subire sconfitte catastrofiche iniziarono un'ordinata ritirata alla volta dei confini con l'Angola e con lo Zambia, non rinunciando a tendere imboscate alle colonne marocchino-zairesi in avanzata.
Il 21 maggio il governo zairese annunciò al ricattura di Dilolo, mentre ormai i resti del FNLC stavano cercando rifugio in Angola; il 28 maggio, Mobutu annunciò ufficialmente la liberazione dello Shaba e la fine delle ostilità. La riconquista delle regioni perdute ad opera degli zairesi fu seguita da un'ondata di saccheggi, stupri e violenze contro la popolazione locale, accusata di parteggiare per i ribelli: nei mesi seguenti circa 200 000 persone lasciarono lo Shaba alla volta dell'Angola per fuggire dalle rappresaglie degli zairesi.

## Conseguenze
La vittoria riportata dalle forze zairesi nella prima guerra dello Shaba non fu decisiva: il FNLC fu in grado di salvare gran parte delle sue forze dall'annientamento, e il gran numero di profughi fuggiti al regime di terrore militare instaurato nello Shaba garantiva all'organizzazione un sicuro bacino di reclutamento a cui attingere per rinforzare i propri ranghi; in capo a pochi mesi, il FNLC aveva aumentato i suoi effettivi a circa 5 000 uomini Più importante ancora, il governo di Konshasa fallì nel far seguire alla vittoria militare delle riforme economiche e politiche che potessero garantire una stabilità di lungo periodo alla nazione, facendo sì che la schiera dei nemici di Mobutu continuasse ad aumentare; Kinshasa continuò imperterrita a sostenere i movimenti guerriglieri anticomunisti dell'Angola, garantendo così di converso uno stabile sostegno del MPLA ai ribelli katanghesi.
La pessima prova fornita dalle forze armate zairesi durante il conflitto portò a una serie di purghe da parte di Mobutu, con un gran numero di ufficiali di alto rango e funzionari pubblici dello Shaba rimossi dai loro incarichi e processati per tradimento, codardia o incompetenza: nel corso di un processo di massa nel marzo del 1978 nei confronti di 91 imputati (24 civili e 67 militari) furono inflitte 19 sentenze di condanna alla pena di morte e condanne alla reclusione da un minimo di cinque a un massimo di venti anni. Gli effettivi dell'esercito zairese furono ridotti del 25% per eliminare gli elementi meno motivati, e le unità completamente riorganizzate e riequipaggiate con armi moderne fornite ora con generosità da parte di Francia, Belgio e Stati Uniti, nazioni che misero a disposizione anche contingenti di addestratori e consiglieri militari; Mobutu cambiò radicalmente la struttura di comando, fondendo lo stato maggiore generale con il suo staff presidenziale e assumendo direttamente di persona la carica di capo di stato maggiore, unendola a quelle di comandante in capo e ministro della difesa che già deteneva.
La riorganizzazione dell'esercito zairese era ancora in corso quando nel maggio del 1978 il FNLC decise di colpire un'altra volta, con la seconda guerra dello Shaba, attaccando direttamente la città di Kolwezi che portò all'intervento di forze speciali francesi e belghe e dando così via alla battaglia di Kolwezi.